# Pepper Potts
Virginia "Pepper" Potts, ook wel bekend als Pepper Stark, is een personage uit de strips van Marvel Comics. Ze kwam voor het eerst voor in Tales of Suspense #45 (september 1963) en werd bedacht door Stan Lee en Don Heck.
Pepper Potts is de assistent van Tony Stark beter bekend als Iron Man. De twee krijgen later een relatie en trouwen met elkaar. In 2007 maakte ze deel uit van het Fifty State Initiative met de codenaam Hera. In 2009 verscheen ze voor het eerst als superheld, ze kreeg haar eigen variant van het Iron-Man pak van haar man Tony en ging onder de naam Rescue als superheld te werk.
De Nederlandse stem van Pepper Potts wordt ingesproken door Anneke Beukman. 

## In andere media

### Marvel Cinematic Universe
Sinds 2008 verscheen het personage in het Marvel Cinematic Universe en wordt vertolkt door Gwyneth Paltrow. Potts begon haar werkzaamheden als assistente van Tony Stark, die later de superheld Iron Man zou worden. De twee groeiden al snel dichter naar elkaar toe en kregen een relatie. Doordat Stark als superheld Iron Man te werk ging, raakte Potts hier meerdere malen door in gevaar. Zo is ze een keer ontvoerd geweest door Aldrich Killian die haar een speciaal serum gaf waaraan ze bijna doodging; ze belandde in het ziekenhuis en wist te herstellen. Door deze gevaren heeft Potts de relatie met Stark beëindigd, maar later kregen ze toch weer een relatie en zijn ze getrouwd. Het stel kreeg één kind: Morgan Stark.
Vijf jaar nadat Thanos de helft van alle levende wezens op aarde had uitgeroeid, besloten Stark en de Avengers terug in de tijd te reizen en de Infinity Stones te verzamelen: met deze stenen konden ze de omgebrachte mensen immers weer terugbrengen. Dit leidde tot een hevige strijd met Thanos, waaraan ook Pepper Potts - in haar eigen 'Iron Man-pak' Rescue - mee deed. Uiteindelijk wist Tony Stark Thanos te verslaan, maar offerde hierbij zijn eigen leven op. Na zijn dood organiseerde Potts de uitvaart waarbij alle familieleden en vrienden van Tony aanwezig waren.
Pepper Potts is onder andere in de volgende films en serie te zien:
- Iron Man (2008)
- Iron Man 2 (2010)
- The Avengers (2012)
- Iron Man 3 (2013)
- Spider-Man: Homecoming (2017)
- Avengers: Infinity War (2018)
- Avengers: Endgame (2019)
- What If...? (2021) (stem ingesproken door Beth Hoyt) (Disney+)

### Televisieseries
Het personage Pepper Potts komt voor in verschillende animatieseries van Marvel. De Nederlandse stem werd vertolkt door Eva Hetharia, de laatste jaren neemt Donna Vrijhof de stem voor haar rekening.